# Doctor's Gate
Doctor's Gate è una strada romana nel Derbyshire Peak District in Inghilterra, che mette in collegamento le due cittadine: Glossop e Brough-on-Noe . Doctor's Gate venne registrato nel 1627 come "Docto Talbotes Gate", prendendo il nome dal dottor John Talbot a cui si deve la ristrutturazione del tratto sommitale alla fine del XV secolo e "gate" deriva dalla parola scandinava che indica "strada".

## Descrizione
Il sentiero di Doctor's Gate è stato studiato durante il corso degli anni '70 da Peter Wroe e Peter Mellor. L'attuale percorso attraverso le brughiere (come segnato su OpenStreet Maps) era una strada che nel periodo medievale era utilizzata per il trasporto dei cavalli da soma e a tratti deviava a nord della strada romana, verso Ashop Moor.
Quattro tratti del percorso di Doctor's Gate sono sotto la gestione del National Trust, all'interno della sua proprietà chiamata "Hope Woodlands":
- la sezione Blackley Hey: sentiero che attraversa la Woodlands Valley, a nord di Hope, tra Fulwood Stile Farm e il guado a Upper Ashop.[5]
- la sezione Heyridge Farm: sentiero tra Ashop Bridge e Oyster Clough.[6]
- la sezione Lady Clough: sentiero tra Oyster Cough (a est di Snake Inn) e lo Snake Pass[7].
- il tratto sommitale: percorso asfaltato tra Snake Pass (strada A57, lungo la vecchia strada da Sheffield all'autostrada di Glossop dal 1821) e appena oltre il sentiero a lunga percorrenza chiamato Pennine Way, in corrispondenza di quello dei Monti Pennini .[8]

A Doctor's Gate Road è stato assegnato il numero Margary RR711 da Ivan Donald Margary, studioso specializzato in strade romane, il quale ha commentato che la strada era "straordinariamente dritta, considerando che il sentiero attraversa una regione difficilmente percorribile".